# العلاقات السورية الفيتنامية
العلاقات السورية الفيتنامية هي العلاقات الثنائية التي تجمع بين سوريا وفيتنام.

## مقارنة بين البلدين
هذه مقارنة عامة ومرجعية للدولتين:
| وجه المقارنة                                              | سوريا                    | فيتنام           |
| --------------------------------------------------------- | ------------------------ | ---------------- |
| المساحة (كم2)                                             | 185.18 ألف               | 331.69 ألف       |
| عدد السكان (نسمة)                                         | 18.27 مليون              | 94.66 مليون      |
| الكثافة السكانية (ن./كم²)                                 | 98.66                    | 285.39           |
| العاصمة                                                   | دمشق                     | هانوي            |
| اللغة الرسمية                                             | اللغة العربية            | اللغة الفيتنامية |
| العملة                                                    | ليرة سورية               | دونغ فيتنامي     |
| الناتج المحلي الإجمالي (بليون دولار)                      | 60.20 مليار              | 234.19 مليار     |
| الناتج المحلي الإجمالي (تعادل القوة الشرائية) بليون دولار |                          | 553.42 مليار     |
| الناتج المحلي الإجمالي الاسمي للفرد دولار أمريكي          |                          | 2.48 ألف         |
| الناتج المحلي الإجمالي للفرد دولار أمريكي                 |                          | 5.63 ألف         |
| مؤشر التنمية البشرية                                      | 0.594                    | 0.666            |
| رمز المكالمات الدولي                                      | +963                     | +84              |
| رمز الإنترنت                                              | .sy                      | .vn              |
| المنطقة الزمنية                                           | ت ع م+02:00، ت ع م+03:00 | ت ع م+07:00      |

## منظمات دولية مشتركة
يشترك البلدان في عضوية مجموعة من المنظمات الدولية، منها:
| علم المنظمة | اسم المنظمة                        | تاريخ انضمام سوريا | تاريخ انضمام فيتنام |
| ----------- | ---------------------------------- | ------------------ | ------------------- |
|             | مؤسسة التنمية الدولية              | 28 يونيو 1962      | 24 سبتمبر 1960      |
|             | يونسكو                             | 16 نوفمبر 1946     | 6 يوليو 1951        |
|             | وكالة ضمان الاستثمار متعدد الأطراف | 14 مايو 2002       | 5 أكتوبر 1994       |
|             | الأمم المتحدة                      | 24 أكتوبر 1945     | 20 سبتمبر 1977      |
|             | الاتحاد البريدي العالمي            | ?                  | ?                   |
|             | البنك الدولي للإنشاء والتعمير      | 10 أبريل 1947      | 21 سبتمبر 1956      |
|             | المنظمة الهيدروغرافية الدولية      | ?                  | ?                   |
|             | الاتحاد الدولي للاتصالات           | 12 يناير 1924      | 24 سبتمبر 1951      |
|             | منظمة حظر الأسلحة الكيميائية       | ?                  | ?                   |
|             | مؤسسة التمويل الدولية              | 28 يونيو 1962      | 4 أغسطس 1967        |
|             | منظمة الشرطة الجنائية الدولية      | ?                  | ?                   |

## وصلات خارجية
- موقع وزارة الخارجية الفيتنامية